# Milton Queiroz da Paixão
Milton Quieroz da Paixão, beter bekend als Tita, (Rio de Janeiro, 1 april 1958) is een voormalig Braziliaanse voetballer en trainer. Met Bayer Leverkusen won hij in 1988 de UEFA Cup en met Flamengo de Copa Libertadores en intercontinentale beker. 

## Biografie
Tita begon in 1970 al bij de jeugd van Flamengo en maakte in 1977 de overstap naar het eerste elftal. Met de club won hij vier keer het Campeonato Carioca en werd hij in 1980 en 1982 landskampioen. Hij speelde er samen met grote spelers als Andrade, Adílio, Nunes en Zico. In 1981 bereikte de club de finale van de Copa Libertadores tegen het Chileense Cobreloa. Zico leidde het team naar de overwinning en speelde daarna de intercontinentale beker tegen Liverpool FC, die de club ook won. In 1983 werd hij uitgeleend aan Grêmio en hielp de club mee met het winnen van de Copa Libertadores. In oktober van dat jaar keerde hij terug naar Flamengo, waardoor hij wel de intercontinentale beker tegen HSV moest missen. In 1985 maakte hij de overstap naar Internacional. In 1987 ging hij dan voor Vasco da Gama spelen en won er het Campeonato Carioca mee. Hij speelde er aan de zijde van stervoetballers Acácio, Paulo Roberto, Mazinho, Roberto Dinamite, Geovani Silva en Romário. Hierna maakte hij de oversteek naar Europa en werd bij Bayer Leverkusen ingelijfd. Hiermee bereikte hij de Finale UEFA Cup 1988 tegen het Spaanse Español, die na de strafschoppenreeks gewonnen werd. Na een seizoen bij het Italiaanse Pescara keerde hij terug naar Vasco da Gama waarmee hij de landstitel in 1989 veroverde. In 1991 ging hij voor zes jaar in Mexico spelen en werd met León kampioen in 1992. Hij beëindigde zijn carrière bij het Guatamalteekse Comunicaciones, waarmee hij ook de titel won. 
Tita speelde tussen 1979 en 1990 32 keer voor het nationale elftal. In 1980 nam hij met zijn land deel aan de Mundialito, het jubileum-WK. In 1989 won hij met zijn team de Copa América 1989 en een jaar later speelde hij ook op het WK in Italië. 
Na zijn spelerscarrière werd hij trainer voor diverse clubs. 
1 Taffarel ·
2 Mazinho ·
3 Mauro Galvão ·
4 André Cruz ·
5 Branco ·
6 Ricardo Gomes  ·
7 Bebeto ·
8 Geovani Silva · 
9 Valdo ·
10 Tita ·
10 Bismarck ·
11 Romário ·
12 Acácio ·
13 Josimar ·
13 Zé Teodoro ·
14 Aldair ·
15 Alemão ·
16 Cristóvão ·
17 Dunga ·
18 Renato Gaúcho ·
19 Baltazar ·
20 Paulo Silas ·
21 Charles ·
22 Zé Carlos ·
Coach: Lazaroni
1 Taffarel ·
2 Jorginho ·
3 Ricardo Gomes  ·
4 Dunga ·
5 Alemão ·
6 Branco ·
7 Bismarck ·
8 Valdo ·
9 Careca ·
10 Paulo Silas ·
11 Romário ·
12 Acácio ·
13 Carlos Mozer ·
14 Aldair ·
15 Müller ·
16 Bebeto ·
17 Renato Gaúcho ·
18 Mazinho ·
19 Ricardo Rocha ·
20 Tita ·
21 Mauro Galvão ·
22 Zé Carlos ·
Coach: Lazaroni